# Adra (Spanyolország)
Adra község Spanyolországban, Almería tartományban. Lakosainak száma 25 515 fő (2024).

## Földrajza
Adra Berja, Turón, Albuñol és Balanegra községekkel határos.

## Népesség
A település lakosságának változását az alábbi diagram mutatja:
| Lakosok száma | 21 810 | 22 257 | 23 545 | 24 373 | 24 512 | 24 782 | 24 713 | 25 148 | 25 501 | 25 515 |
|               | 2001   | 2004   | 2006   | 2009   | 2011   | 2014   | 2016   | 2019   | 2021   | 2024   |